# Терегова (комуна)
Терегова (рум. Teregova) — комуна у повіті Караш-Северін в Румунії. До складу комуни входять такі села (дані про населення за 2002 рік):
- Руска (1323 особи)
- Терегова (3065 осіб)

Комуна розташована на відстані 311 км на захід від Бухареста, 35 км на південний схід від Решиці, 106 км на південний схід від Тімішоари.

## Населення
За даними перепису населення 2002 року у комуні проживали 4388 осіб.
Національний склад населення комуни:
| Національність | Кількість осіб | Відсоток |
| -------------- | -------------- | -------- |
| румуни         | 4325           | 98,6%    |
| цигани         | 55             | 1,3%     |
| угорці         | 4              | 0,1%     |
| німці          | 2              | < 0,1%   |
| хорвати        | 1              | < 0,1%   |

Рідною мовою назвали:
| Мова       | Кількість осіб | Відсоток |
| ---------- | -------------- | -------- |
| румунська  | 4331           | 98,7%    |
| циганська  | 50             | 1,1%     |
| угорська   | 3              | 0,1%     |
| німецька   | 3              | 0,1%     |
| хорватська | 1              | < 0,1%   |

Склад населення комуни за віросповіданням:
| Релігія        | Кількість осіб | Відсоток |
| -------------- | -------------- | -------- |
| православні    | 4177           | 95,2%    |
| баптисти       | 136            | 3,1%     |
| п'ятдесятники  | 18             | 0,4%     |
| римо-католики  | 15             | 0,3%     |
| реформати      | 5              | 0,1%     |
| бретрени       | 5              | 0,1%     |
| не релігійні   | 2              | < 0,1%   |
| атеїсти        | 2              | < 0,1%   |
| греко-католики | 1              | < 0,1%   |
| адвентисти     | 1              | < 0,1%   |